# Phillip Cocu
Phillip John-William Cocu, nizozemski nogometaš in trener, * 29. oktober 1970, Zevenaar, Nizozemska.
Cocu je nekdanji vezni igralec in dolgoletni član nizozemske nogometne reprezentance.
Nazadnje je bil trener nizozemskega prvoligaša Vitesse.